# La casa di Madame Kora
La casa di Madame Kora è un film del 1957, diretto da Yves Allégret. 